# Daniel Carnevali
Daniel Alberto Carnevali Spurchesi (Rosario, Provincia de Santa Fe, 4 de diciembre de 1946), más conocido como Daniel Carnevali, es un exfutbolista argentino que se desempeñaba como arquero.

## Trayectoria
Formado como jugador en la cantera de Rosario Central, tuvo la oportunidad de jugar en la primera de su equipo en la Copa Argentina 1969, allí disputó los dos partidos de la primera fase ante Quilmes y la segunda ronda ante Newell's. En ese mismo año pasó a Atlanta y al año siguiente fue transferido a Chacarita Juniors. En estos años se ganó la titularidad en la Selección de fútbol de Argentina.
En octubre de 1973 fue fichado por U. D. Las Palmas de la Primera División de España. Allí coincidió con un gran número de jugadores canarios (Tonono, Pepe Juan, entre otros) y sus compatriotas Miguel Ángel Brindisi, Enrique Wolff y el "Puma" Morete, que hicieron vivir a este equipo una de las mejores épocas de su historia: subcampeón de la Copa del Rey de 1978, y clasificado para competiciones europeas debido a sus buenas clasificaciones ligueras. Carnevali fue elegido mejor jugador de la competición en 1979.
Retornó después a su país para jugar en Rosario Central hasta 1983, llegando a conseguir el Campeonato Nacional de 1980 con el equipo auriazul. Luego se marchó a Colombia y, con el Junior de Barranquilla, logró un subcampeonato colombiano.
Prolongó su carrera deportiva hasta los 44 años de edad, pasando por Atlanta y Colón de Santa Fe, para acabar retirándose en Central Córdoba en 1991.
Posteriormente a su retirada comenzó a trabajar como entrenador, dedicándose principalmente a la formación de arqueros en Puebla de México, Universidad Las Palmas y U. D. Las Palmas. Además, fue entrenador ayudante de la selección de Andorra, Pájara Playas de Jandía y Elche Club de Fútbol.
En la actualidad dirige la escuela de fútbol "Daniel Carnevali", fundada por él mismo en 1997 en la ciudad de Las Palmas de Gran Canaria. También ha colaborado como ojeador con la U. D. Las Palmas, además de comentarista habitual en las retrasmisiones de la emisora oficial del club.
Desde el 12 de agosto de 2023 es el embajador de la U. D. Las Palmas, representando al club en los distintos actos y acompañando al primer equipo en sus viajes.

## Selección
Fue internacional en 25 ocasiones con la Selección de fútbol de Argentina, jugando la Copa Mundial de Fútbol de 1974 disputada en Alemania.

### Participaciones en Copas del Mundo
| Mundial                        | Sede     | Resultado     | Partidos | Goles Recib. |
| ------------------------------ | -------- | ------------- | -------- | ------------ |
| Copa Mundial de Fútbol de 1974 | Alemania | Segunda ronda | 5        | -11          |

## Clubes
| Club                   | País      | Categoría           | Año(s)    | Part. | Goles | Prom. | Minutos |   |   |
| ---------------------- | --------- | ------------------- | --------- | ----- | ----- | ----- | ------- | - | - |
| Rosario Central        | Argentina | Primera División    | 1967-1969 | 4     | 4     | 1,00  | 360     | ? | 0 |
| Atlanta                | Argentina | Primera División    | 1969      | 38    | 56    | 1,47  | -       | - | - |
| Chacarita Juniors      | Argentina | Primera División    | 1970-1973 | 136   | 154   | 1,13  | -       | - | - |
| U. D. Las Palmas       | España    | Primera División    | 1973-1974 | 27    | 35    | 1,29  | 2430    | 0 | 0 |
| U. D. Las Palmas       | España    | Primera División    | 1974-1975 | 34    | 39    | 1,14  | 3060    | 1 | 0 |
| U. D. Las Palmas       | España    | Primera División    | 1975-1976 | 31    | 43    | 1,38  | 2790    | 1 | 0 |
| U. D. Las Palmas       | España    | Primera División    | 1976-1977 | 34    | 51    | 1,50  | 3060    | 0 | 0 |
| U. D. Las Palmas       | España    | Primera División    | 1977-1978 | 34    | 41    | 1,20  | 3060    | 2 | 0 |
| U. D. Las Palmas       | España    | Primera División    | 1978-1979 | 34    | 43    | 1,26  | 3060    | 1 | 0 |
| Rosario Central        | Argentina | Primera División    | 1979-1982 | 121   | 150   | 1,24  | -       | - | - |
| Junior de Barranquilla | Colombia  | Categoría Primera A | 1983      | -     | -     | -     | -       | - | - |
| Atlanta                | Argentina | Primera División    | 1984      | 38    | 57    | 1,47  | -       | - | - |
| Colón de Santa Fe      | Argentina | Primera B Nacional  | 1985-1988 | 105   | 97    | 0,92  | -       | - | - |
| Central Córdoba        | Argentina | Primera B           | 1988-1991 | 30    | 35    | 1,16  | -       | - | - |

## Palmarés

### Campeonatos nacionales
| Título           | Club                  | País      | Año    |
| ---------------- | --------------------- | --------- | ------ |
| Primera División | C. A. Rosario Central | Argentina | N-1980 |

## Homenajes
En Las Palmas es considerado una leyenda del club amarillo, habiendo recibido la insignia de Oro y Brillantes del mismo. Asimismo el club puso a la venta un jersey replica del que usó en la final de la Copa del Rey de 1978 como homenaje.